# Loporzano
Loporzano es una localidad y un municipio de la provincia de Huesca, Aragón (España).

## Geografía
Se encuentra a unos 8 km de Huesca, en plena Comarca de la Hoya, con una población de 522 habitantes en 2018 y una superficie de 168,6 km².
Parte de su término municipal está ocupado por el parque natural de la Sierra y los Cañones de Guara.

### Localidades incluidas
Aguas, La Almunia del Romeral, Ayera, Bandaliés, Barluenga, Castilsabás, Coscullano, Chibluco, Loporzano, Loscertales, Los Molinos, San Julián de Banzo, Santa Eulalia la Mayor, Sasa del Abadiado, Sipán y Vadiello.

### Localidades limítrofes
Al norte con Nueno. Al este con Casbas de Huesca. Al sur con Ibieca, Siétamo, Alcalá del Obispo y Monflorite. Al oeste con Huesca, Tierz y Quicena.

## Historia
- El 18 de agosto de 1391, el rey Juan I de Aragón vendió Loporzano al Monasterio de Montearagón (Sinués, n.º 1261)

## Economía
- La economía se basa fundamentalmente en la agricultura.

## Administración y política
| Período   | Alcalde                    | Partido    |
| --------- | -------------------------- | ---------- |
| 1979-1983 | José María Ordás Vallés    | UCD        |
| 1983-1987 |                            |            |
| 1987-1991 | Diego Aisa Moreu           |            |
| 1991-1995 | Alejandro Caudevilla Calvo | PAR        |
| 1995-1999 | Alejandro Caudevilla Calvo | PAR        |
| 1999-2003 | Alejandro Caudevilla Calvo | PAR        |
| 2003-2007 | Celia Carrera Ramón        | PAR        |
| 2007-2011 | Celia Carrera Ramón        | PAR        |
| 2011-2015 | Jesús Luis Escario Gracia  | PP         |
| 2015-2019 | Jesús Luis Escario Gracia  | PP         |
| 2019-2020 | Roberto Malumbres Monge    | Loporvenir |
| 2020-2023 | Jorge Luis Bail            | Loporvenir |
| 2023-     | Jesús Luis Escario Gracia  | PP         |

| Partido político    | Partido político                                   | 1979   | 1983   | 1987   | 1991   | 1995   | 1999   | 2003   | 2007   | 2011   | 2015   | 2019   |
| Partido político    | Partido político                                   | Ediles | Ediles | Ediles | Ediles | Ediles | Ediles | Ediles | Ediles | Ediles | Ediles | Ediles |
|                     | Unión de Centro Democrático (UCD)                  | 7      | —      | —      | —      | —      | —      | —      | —      | —      | —      | —      |
|                     | Centro Democrático y Social (CDS)                  | —      | —      | 3      | —      | —      | —      | —      | —      | —      | —      | —      |
|                     | Partido Popular de Aragón (PP)                     | —      | —      | —      | —      | 1      | 1      | 3      | 2      | 3      | 3      | 3      |
|                     | Partido Aragonés (PAR)                             | —      | 4      | 3      | 4      | 4      | 4      | 2      | 3      | 2      | 2      | 1      |
|                     | Partido de los Socialistas de Aragón (PSOE-Aragón) | —      | 3      | 1      | 3      | 2      | 2      | 2      | 2      | 2      | 2      | 1      |
|                     | Chunta Aragonesista (CHA)                          | —      | —      | —      | —      | —      | —      | —      | —      | —      | —      | —      |
|                     | Loporvenir                                         | —      | —      | —      | —      | —      | —      | —      | —      | —      | —      | 2      |
| Total de concejales | Total de concejales                                | 7      | 7      | 7      | 7      | 7      | 7      | 7      | 7      | 7      | 7      | 7      |

## Demografía
Loporzano cuenta con una población de 557 habitantes (INE 2024).
| Gráfica de evolución demográfica de Loporzano entre 1842 y 2021 |
| |
| Población de derecho según los censos de población del INE Población de hecho según los censos de población del INEEntre el censo de 1970 y el anterior, crece el término del municipio porque incorpora a 22504 (Aguas), 22524 (Bandaliés), 22530 (Barluenga), 22557 (Castilsabás), 22562 (Coscullano), 22623 (Santa Eulalia la Mayor), 22631 (Sasa del Abadiado) y 22639 (Sipán) |

## Monumentos

### Patrimonio religioso
- Iglesia parroquial dedicada a San Salvador. Fue realizada por Hernando Abadía entre 1598 y 1601, si bien se ampliaría en el siglo XVIII. La planta de una nave con capillas laterales, de las cuales las del lado de la epístola están comunicadas entre sí. La bóveda de crucería de yeso endurecido en cuatro de sus tramos y estrellada en el presbiterio. La torre de cinco cuerpos cúbicos y capitel octogonal. Sobre la fachada lateral, curiosa lápida funeraria de tipo popular arcaizante. La entrada al templo se realiza por una portada de medio punto sin adornos, acentuando el carácter sobrio de la fachada.
- En Barluenga: iglesia parroquial dedicada a San Andrés (siglo XVI) y ermita de San Miguel (siglo XIII)
- En Bandaliés: parroquia dedicada a Santa María y ermita de San Pedro mártir

### Patrimonio civiles
- Pozo romano

## Cultura
- Fuente artística de bronce que se importó de París.

### Fiestas
- Día 20 de enero, en honor de San Fabián y San Sebastián
- Día 1 de mayo, romería a la Virgen del viñedo
- Día 13 de junio, en honor de San Antonio de Padua
- En verano, fiesta acuática